# Монастырский Остров
Монастырский Остров — деревня в Няндомском районе Архангельской области.

## География
Находится в юго-западной части Архангельской области на расстоянии приблизительно 36 км на восток-северо-восток по прямой от административного центра района города Няндома на острове, прилегающим к западному берегу озера Большое Мошинское.

## История
В 1873 году здесь было учтено 6 дворов, в 1905 — 6. Тогда деревня входила в Каргопольский уезд Олонецкой губернии. До 2022 года входила в Мошинское сельское поселение до его упразднения.

## Население
Численность населения: 32 человека (1873 год), 31 (1905), 0 как в 2002 году, так и в 2010.